# Kanton Le Collet-de-Dèze
Der Kanton Le Collet-de-Dèze ist seit 2015 ein französischer Wahlkreis im Arrondissement Florac, im Département Lozère und in der Region Okzitanien; sein Hauptort ist Le Collet-de-Dèze.

## Gemeinden
Der Kanton besteht aus 23 Gemeinden mit insgesamt 5156 Einwohnern (Stand: 1. Januar 2022) auf einer Gesamtfläche von 631,84 km²:
| Gemeinde                       | Einwohner 1. Januar 2022 | Fläche km² | Dichte Einw./km² | Code INSEE | Postleitzahl |
| ------------------------------ | ------------------------ | ---------- | ---------------- | ---------- | ------------ |
| Barre-des-Cévennes             | 200                      | 34,29      | 6                | 48019      | 48400        |
| Bassurels                      | 63                       | 46,34      | 1                | 48020      | 48400        |
| Cassagnas                      | 125                      | 35,19      | 4                | 48036      | 48400        |
| Cans et Cévennes               | 288                      | 43,81      | 7                | 48166      | 48400        |
| Fraissinet-de-Fourques         | 82                       | 24,30      | 3                | 48065      | 48400        |
| Gabriac                        | 102                      | 8,44       | 12               | 48067      | 48110        |
| Le Pompidou                    | 182                      | 22,80      | 8                | 48115      | 48110        |
| Moissac-Vallée-Française       | 217                      | 27,05      | 8                | 48097      | 48110        |
| Molezon                        | 97                       | 14,76      | 7                | 48098      | 48110        |
| Le Collet-de-Dèze              | 678                      | 26,47      | 26               | 48051      | 48160        |
| Rousses                        | 119                      | 22,38      | 5                | 48130      | 48400        |
| Saint-André-de-Lancize         | 163                      | 22,78      | 7                | 48136      | 48240        |
| Sainte-Croix-Vallée-Française  | 305                      | 18,57      | 16               | 48144      | 48110        |
| Saint-Étienne-Vallée-Française | 494                      | 50,99      | 10               | 48148      | 48330        |
| Saint-Germain-de-Calberte      | 477                      | 38,60      | 12               | 48155      | 48370        |
| Saint-Hilaire-de-Lavit         | 101                      | 10,31      | 10               | 48158      | 48160        |
| Saint-Julien-des-Points        | 119                      | 3,83       | 31               | 48163      | 48160        |
| Saint-Martin-de-Boubaux        | 194                      | 31,41      | 6                | 48170      | 48160        |
| Saint-Martin-de-Lansuscle      | 192                      | 18,05      | 11               | 48171      | 48110        |
| Saint-Michel-de-Dèze           | 227                      | 14,19      | 16               | 48173      | 48160        |
| Saint-Privat-de-Vallongue      | 248                      | 23,87      | 10               | 48178      | 48240        |
| Vebron                         | 225                      | 69,66      | 3                | 48193      | 48400        |
| Ventalon en Cévennes           | 258                      | 23,75      | 11               | 48152      | 48160, 48240 |
| Kanton Le Collet-de-Dèze       | 5.156                    | 631,84     | 8                | 4804       | –            |

## Veränderungen im Gemeindebestand seit 2016
- Fusion Saint-Julien-d’Arpaon und Saint-Laurent-de-Trèves → Cans et Cévennes
- Fusion Saint-Andéol-de-Clerguemort und Saint-Frézal-de-Ventalon → Ventalon en Cévennes